# Sárgaszélű zöldaraszoló
A sárgaszélű zöldaraszoló (Chlorissa viridata) a rovarok (Insecta) osztályának lepkék (Lepidoptera) rendjébe, ezen belül az araszolók (Geometridae) családjába tartozó faj.
A Chlorissa lepkenemnek a típusfaja.

## Előfordulása
A sárgaszélű zöldaraszoló előfordulási területe Nyugat-Európától egészen Kelet-Ázsiáig tart.

## Alfajai
- Chlorissa viridata insigniata (Staudinger, 1901) (Ázsia középső részének a hegységei)
- Chlorissa viridata melinaria (Herrich-Schäffer, 1856) (az Urál hegység déli része)
- Chlorissa viridata viridata (Közép- és Dél-Európa)

## Megjelenése
A lepke szárnyfesztávolsága 24–27 milliméter. Szárnyainak alapszíne a zöld, innen ered a tudományos neve is, a viridata (viridis ’zöld’). Szárnyainak peremrészei sárágba torkollanak. A zöldes-sárgás szárnyakat, több fehér keresztcsík díszíti.

## Életmódja
A hernyó júliustól augusztusig látható; a telet bábállapotban tölti. Főbb tápnövényei a csarab (Calluna vulgaris), nyír- (Betula) és fűz-fajok (Salix), köztük a cinegefűz (Salix repens) is. Étrendjét kiegészíti a következő növényekkel: Empetrum nigrum, Myrica gale, Vaccinium uliginosum, tölgy- (Quercus), Potentilla-, galaj- (Galium), Hieracium-, üröm- (Artemisia), Ononis-, iszalag- (Clematis), Prunus-, galagonya- (Crataegus), mogyoró- (Corylus), szeder- (Rubus), hanga- (Erica), Ulex, rekettye-fajok (Genista), valamint a szarvaskerep (Lotus corniculatus) és a Ledum palustre.

## Képek

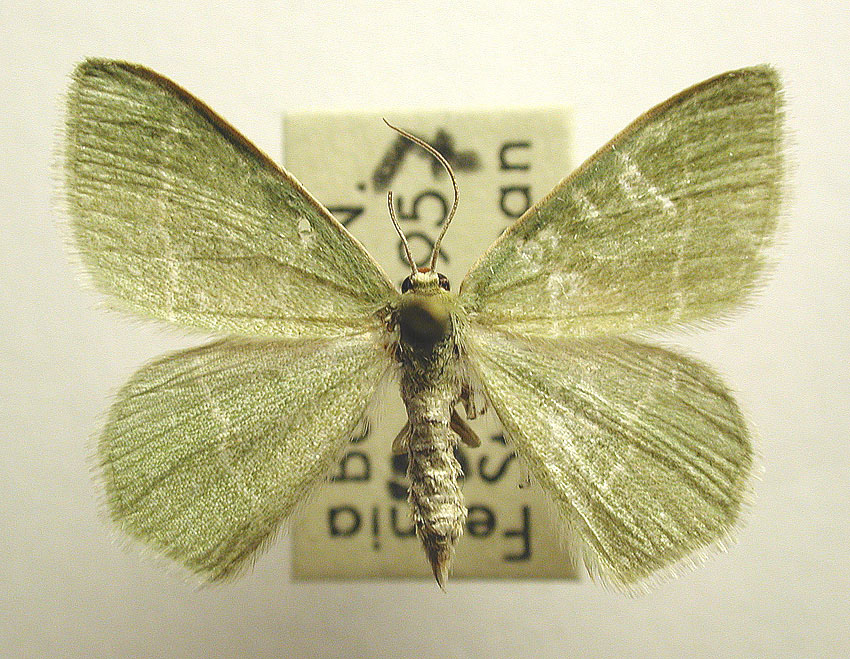
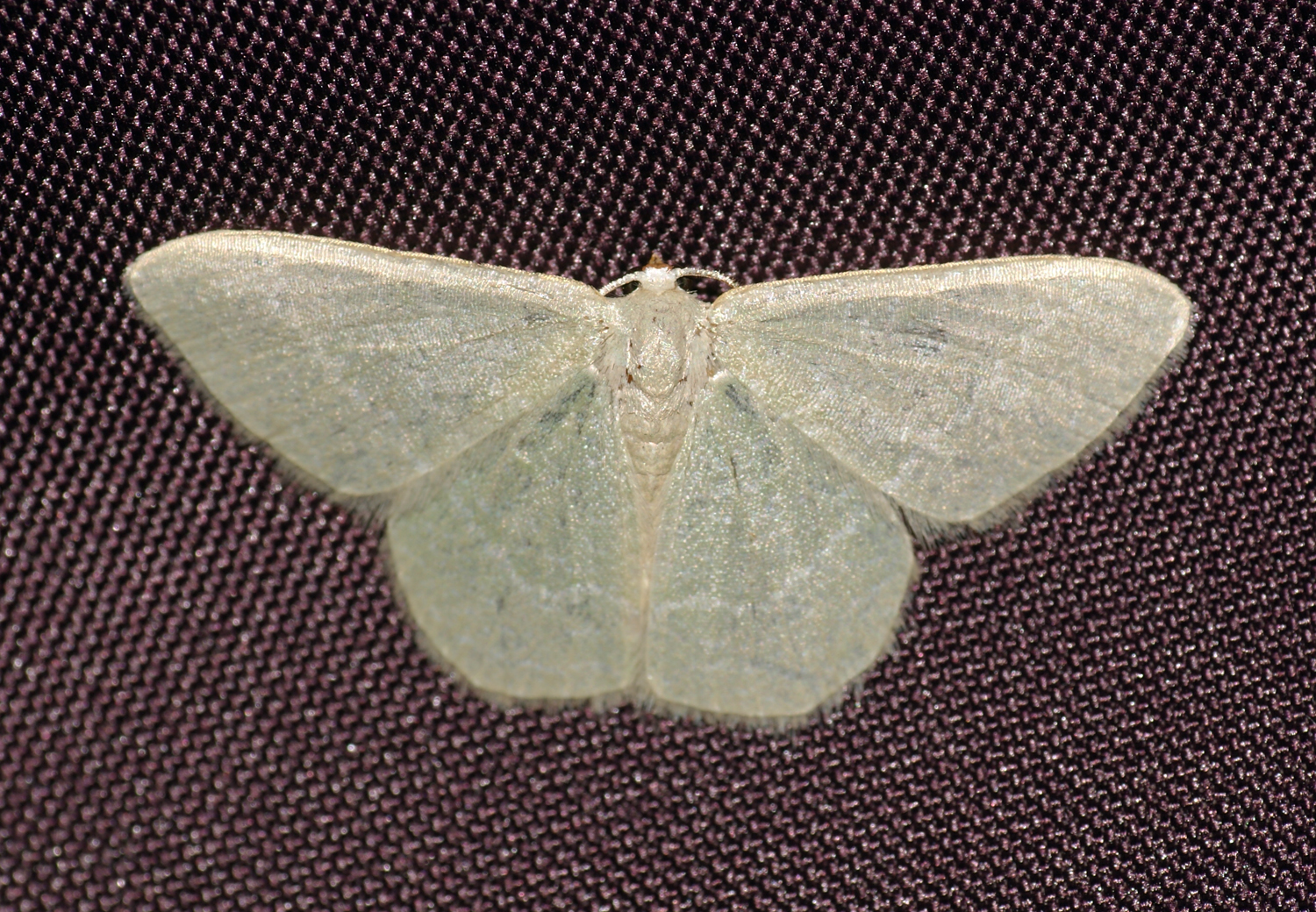
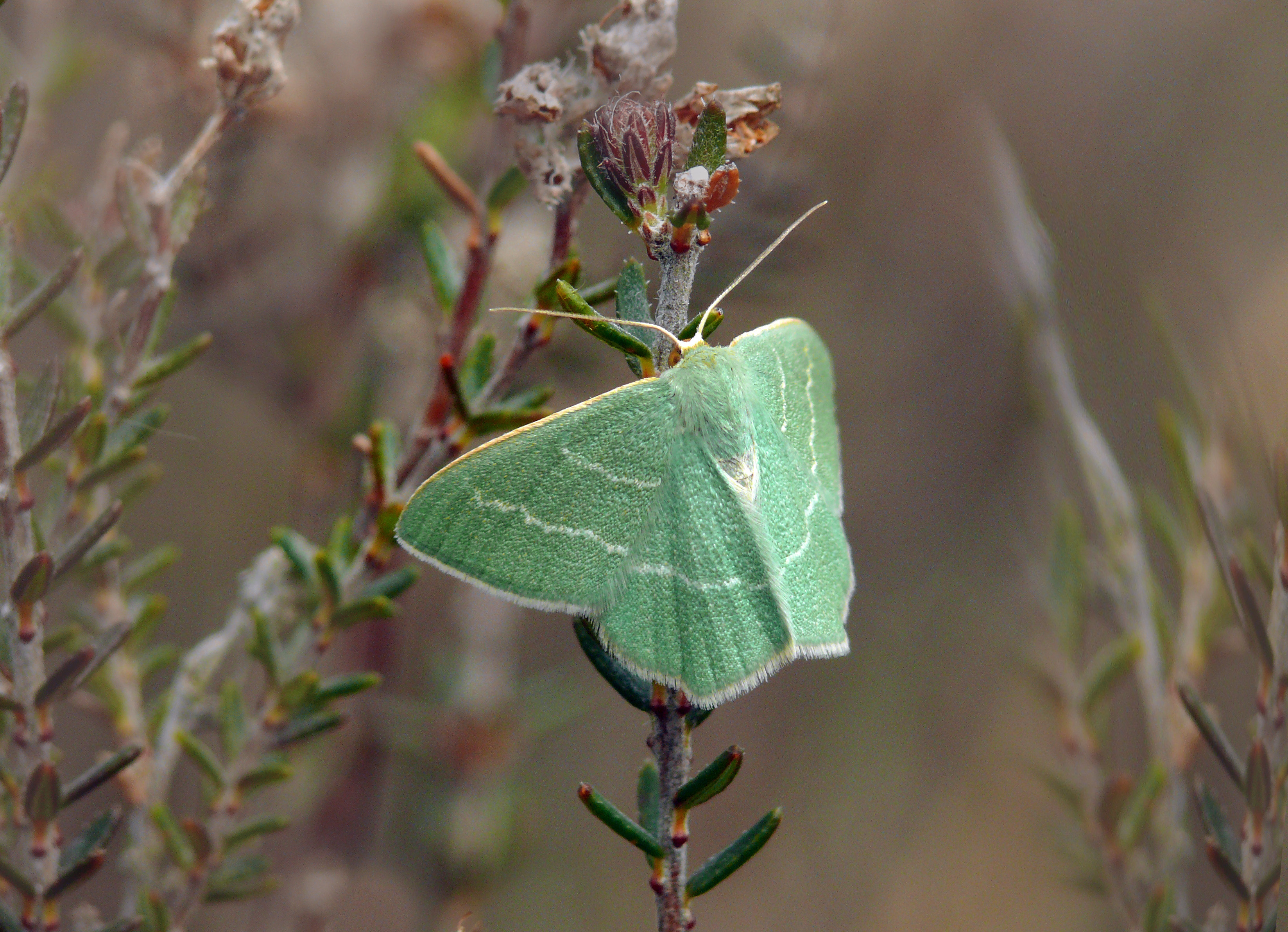

## Fordítás
- Ez a szócikk részben vagy egészben  a   Chlorissa viridata című angol Wikipédia-szócikk ezen változatának fordításán alapul.  Az eredeti cikk szerkesztőit annak laptörténete sorolja fel. Ez a jelzés csupán a megfogalmazás eredetét és a szerzői jogokat jelzi, nem szolgál a cikkben szereplő információk forrásmegjelöléseként.